# Korea Południowa na Letnich Igrzyskach Olimpijskich 1952
Koreę Południową na Letnich Igrzyskach Olimpijskich 1952 reprezentowało 19 zawodników. Był to 2 start reprezentacji Korei Południowej na letnich igrzyskach olimpijskich.

## Zdobyte medale
| Medal | Zawodnik      | Dyscyplina           | Konkurencja     |
| ----- | ------------- | -------------------- | --------------- |
| Brąz  | Kang Joon-ho  | Boks                 | waga kogucia    |
| Brąz  | Kim Seong-jip | Podnoszenie ciężarów | waga półśrednia |

## Skład kadry

### Boks
| Zawodnik       | Konkurencja   | 1/16 Finału      | 1/16 Finału | 1/8 Finału             | 1/8 Finału             | Ćwierćfinał            | Ćwierćfinał            | Półfinał               | Półfinał               | Finał                  | Finał                  | Rk     |
| Zawodnik       | Konkurencja   | Rywal            | Wynik       | Rywal                  | Wynik                  | Rywal                  | Wynik                  | Rywal                  | Wynik                  | Rywal                  | Wynik                  | Rk     |
| -------------- | ------------- | ---------------- | ----------- | ---------------------- | ---------------------- | ---------------------- | ---------------------- | ---------------------- | ---------------------- | ---------------------- | ---------------------- | ------ |
| Han Su-an      | waga musza    | Helmut Hofmann   | Nokaut      | Sakti Mazumdar         | 3:0                    | Willie Toweel          | 0:3                    | nie zakwalifikował się | nie zakwalifikował się | nie zakwalifikował się | nie zakwalifikował się |        |
| Kang Joon-ho   | waga kogucia  |                  |             | Fazlollah Nikkhah      | 3:0                    | Davey Moore            | 2:1                    | John McNally           | 0:3                    | nie zakwalifikował się | nie zakwalifikował się | Bronze |
| Seo Byeong-ran | waga piórkowa | Alfred Willommet | 3:0         | Ján Zachara            | 0:3                    | nie zakwalifikował się | nie zakwalifikował się | nie zakwalifikował się | nie zakwalifikował się | nie zakwalifikował się | nie zakwalifikował się |        |
| Ju Sang-jeom   | waga lekka    | Leopold Potesil  | 0:3         | nie zakwalifikował się | nie zakwalifikował się | nie zakwalifikował się | nie zakwalifikował się | nie zakwalifikował się | nie zakwalifikował się | nie zakwalifikował się | nie zakwalifikował się |        |

### Jeździectwo
| Min Byeong-seon | Skoki przez przeszkody indywidualnie | 59.75 | 44. |

### Kolarstwo
| Gwon Ik-hyeon                        | Wyścig ze startu wspólnego – indywidualnie | → Nie ukończył  | → Nie ukończył  |
| Im Sang-jo                           | Wyścig ze startu wspólnego – indywidualnie | → Nie ukończył  | → Nie ukończył  |
| Kim Ho-soon                          | Wyścig ze startu wspólnego – indywidualnie | → Nie ukończył  | → Nie ukończył  |
| Gwon Ik-hyeon Im Sang-jo Kim Ho-soon | Wyścig ze startu wspólnego – drużynowo     | → Nie ukończyli | → Nie ukończyli |

### Lekkoatletyka
Mężczyźni
Konkurencje biegowe
| Zawodnik       | Konkurencja | Eliminacje | Eliminacje | Półfinał        | Półfinał        | Finał           | Finał           |
| Zawodnik       | Konkurencja | Wynik      | Miejsce    | Wynik           | Miejsce         | Wynik           | Miejsce         |
| -------------- | ----------- | ---------- | ---------- | --------------- | --------------- | --------------- | --------------- |
| Um Pal-yong    | 200 m       | 23.0       | 5.         | → Nie awansował | → Nie awansował | → Nie awansował | → Nie awansował |
| Choi Yun-chil  | maraton     |            |            |                 |                 | 2:26:36         | 4.              |
| Choi Chung-sik | maraton     |            |            |                 |                 | 2:41:23         | 33.             |
| Hong Jong-o    | maraton     |            |            |                 |                 | → Nie ukończył  | → Nie ukończył  |

Konkurencje techniczne
| Zawodniczka   | Konkurencja | Eliminacje | Eliminacje | Finał           | Finał           |
| Zawodniczka   | Konkurencja | Wynik      | Miejsce    | Wynik           | Miejsce         |
| ------------- | ----------- | ---------- | ---------- | --------------- | --------------- |
| Choi Yeong-gi | trójskok    | 14,44      | 18.        | → Nie awansował | → Nie awansował |

Kobiety
Konkurencje techniczne
| Zawodniczka     | Konkurencja    | Eliminacje | Eliminacje | Finał            | Finał            |
| Zawodniczka     | Konkurencja    | Wynik      | Miejsce    |                  |                  |
| --------------- | -------------- | ---------- | ---------- | ---------------- | ---------------- |
| Choi Myeong-suk | pchnięcie kulą | 10,76      | 20.        | → Nie awansowała | → Nie awansowała |

### Podnoszenie ciężarów
- Kim Hae-nam – do 56 kg: 4. miejsce,
- Nam Su-il – do 60 kg: 11. miejsce,
- Kim Chang-hee – do 67,5 kg: 4. miejsce,
- Kim Seong-jip – do 75 kg:

### Zapasy
| Zawodnik    | Konkurencja | Runda 1             | Runda 1 | Runda 2    | Runda 2 | Runda 3                | Runda 3                | Runda 4                | Runda 4                | Ćwierćfinał            | Ćwierćfinał            | Półfinał               | Półfinał               | Finał                  | Finał                  |
| Zawodnik    | Konkurencja | Rywal               | Wynik   | Rywal      | Wynik   | Rywal                  | Wynik                  | Rywal                  | Wynik                  | Rywal                  | Wynik                  | Rywal                  | Wynik                  | Rywal                  | Wynik                  |
| ----------- | ----------- | ------------------- | ------- | ---------- | ------- | ---------------------- | ---------------------- | ---------------------- | ---------------------- | ---------------------- | ---------------------- | ---------------------- | ---------------------- | ---------------------- | ---------------------- |
| Oh Tae-keun | do 67 kg    | Heinrich Nettesheim | 16:4    | József Gál | 0:3     | nie zakwalifikował się | nie zakwalifikował się | nie zakwalifikował się | nie zakwalifikował się | nie zakwalifikował się | nie zakwalifikował się | nie zakwalifikował się | nie zakwalifikował się | nie zakwalifikował się | nie zakwalifikował się |